# Stráž
Stráž este o arie protejată (arie specială de conservare — SAC, sit de importanță comunitară — SCI) din Slovacia întinsă pe o suprafață de 19,83 ha, integral pe uscat.

## Localizare
Centrul sitului Stráž este situat la coordonatele 48°33′01″N 18°32′48″E / 48.550278°N 18.546667°E.

## Înființare
Situl Stráž a fost declarat sit de importanță comunitară în aprilie 2004 pentru a proteja 1 specie de plante. Situl a fost protejat și ca arie specială de conservare în martie 2004.

## Biodiversitate
Situată în ecoregiunea alpină, aria protejată conține 3 habitate naturale: Păduri de fag Asperulo-Fagetum, Fânețe de joasă altitudine (Alopecurus pratensis, Sanguisorba officinalis), Pajiști uscate seminaturale și facies de acoperire cu tufișuri pe substraturi calcaroase (Festuco-Brometalia) (* situri importante pentru orhidee).
La baza desemnării sitului se află o specie protejată de  plante: Tephroseris longifolia subsp. moravica.